# Fojba
Fójba je ime delno podzemne rečice z udori pri Pazinu, hkrati pa tudi narečno poimenovanje za kraško brezno/kraško jamo, ki izhaja iz latinskega fovea, ki pomeni jama ali votlina. Beseda je privzeta tudi v italijanščino in se uporablja v povezavi s pokoli; v uporabi je tudi glagol infoibare v pomenu vreči v brezno. 
Pogosta je uporaba izraza fojba v povezavi z množičnimi poboji med drugo svetovno vojno in tik po njej, na območjih Istre in okolice Trsta. V tem pomenu so ga začeli uporabljati italijanski fašisti že takoj po prvi svetovni vojni (po Rapalski pogodbi), ko je njihov pesnik in kasneje fašistični minister Giuseppe Cobolli Gigli (po rodu sin slovenskega učitelja Kobola), da so fojbe pravi kraj za tiste Istrane, ki ne bodo hoteli prevzeti italijanske narodnosti. Članke in pesmi na to temo je objavljal v časopisih »Arena di Pola« (Puljska arena) in fašističnem »Gerarchia« (Hierarhija). V te jame so nato fašisti metali zavedne Hrvate.
Po propadu fašistične Italije in napovedi izkrcanja zaveznikov so tovrstna dejanja s fašisti počeli domačini in tamkajšnji partizani.

## Bazovski šoht
Najbolj znana »fojba« je spominski kompleks Bazovska fojba (ital. »Foiba di Basovizza«), oziroma jašek opuščenega rudnika pri Bazovici, italijanski nacionalni spomenik, kamor je po pripovedih domačinov najprej začela leta 1944 metati ljudi (slovenske antifašiste) italijanska kolaboracionistična milica Guardia Civica (mestna straža), po končani vojni pa so v to jamo metali trupla ubitih nemških vojakov, konjske kadavre in razbite vojaške vozove, ki so jih raznesle granate. Poleg tega so v jamo vrgli tudi truplo usmrčenega vojnega zločinca "Fabia". Vse to so oktobra leta 1945 (po odhodu jugoslovanske armade iz Trsta in prihodu zavezniške vojske) iz jame potegnili angleški inženirci, ki so iskali novozelandske vojake in tiste Italijane, ki naj bi jih v brezno vrgli partizani, vendar teh niso našli.